# Geszer kán, a tíz világtáj ura
A Geszer kán, a tíz világtáj ura a régi mongol irodalom egyetlen regényszerű alkotása. A mitológiai alapú mű regény formában 1716-ban jelent meg.

## Történet
A történet eredetileg hősének volt, és a mai Belső-Mongólia Autonóm Terület területén nagy népszerűségnek örvendett. A regényváltozatot a 18. században adták ki Pekingben az ott élő mongol nemesek.

## Cselekmény
Az ismeretlen átdolgozó a hősének fennkölt stílusát humorral egyesítette, a cselekményt kiszínezte: Geszer, Kormuszda isten fia, csodálatos képességű gyerekként születik újjá a földön, megleckézteti gazdag nagybátyját, Csotongot, csúffá teszi a hazug lámákat, csodálatos erejű vitézzé növekedve legyőzi a tizenkét fejű sárkányt, s kiszabadítja a rabságból szép feleségét, Tízezer Örömet. Míg kalandos útján jár, a Sárga-folyó három kánja rátör birodalmára, megöli hűséges vitézeit és társait, apját rabságba hurcolja, de Geszer visszatér, és bosszút áll ellenségein.

## Magyarul
- A mű eposz-változatából Képes Géza fordításában két részlet megjelent az Évezredek eposzai (Kozmosz Könyvek, Bp., 1970) című antológiában.
- Geszer kán, a tíz világtáj ura. Kalandregény; ford., utószó Lőrincz L. László, ill. Kass János; Európa, Bp., 1982